# Планета приключений
Планета приключений (в некоторых наименованиях Тшай или Чай) — цикл фантастических романов, написанных Джеком Вэнсом. Серия состоит из четырёх взаимосвязанных между собой романов: Город кешей, Слуги вонков, Дирдиры и Пнумы.
Сюжетно цикл повествует о приключениях космонавта Адама Рейта — единственного выжившего человека, после того, как над планетой Тшай (англ. Tschai) был сбит исследовательский корабль. В ходе цикла Адам Рейт знакомится с многочисленными племенами и цивилизациями, имеющимися на планете, а также с их обычаями. Под конец тетралогии Рейт собирает космический корабль и вместе со ставшими ему друзьями несколькими представителями различных племён и местной девушкой улетает обратно на Землю.

## Художественные особенности
Стилистически все четыре романа серии относятся к жанру космической оперы. В цикле мастерски описывыются различные цивилизации и племена, придавая произведениям характер «фантастического правдоподобия».